# Manjarpai (K.G.), Khanapur
Manjarpai (K.G.) là một làng thuộc tehsil Khanapur, huyện Belgaum, bang Karnataka, Ấn Độ.